# Luis Díaz Espinoza
Luis Mario Díaz Espinoza (* 6. Dezember 1998 in Nicoya) ist ein costa-ricanischer Fußballspieler, der als Mittelfeldspieler eingesetzt wird. Er steht derzeit bei Columbus Crew unter Vertrag.

## Karriere

### Verein
In seiner Jugend spielte er bis 2016 bei dem Verein AD Guanacasteca. Danach wechselte er in die U20 von Municipal Grecia, aus welcher er dann Anfang 2018 fest in die erste Mannschaft vorrücken konnte. Seinen ersten Einsatz in der costa-ricanischen ersten Liga erhielt er jedoch schon am 17. September 2017 in einem 1:4-Auswärtssieg beim AD Municipal Liberia, in welchem er in der 32. Minute für Keysher Fuller eingewechselt wurde. Im Sommer 2018 wurde er dann aber vom CS Herediano verpflichtet, welcher ihn jedoch für den Rest des Jahres noch an seinen alten Klub zurück verleihen sollte. Somit hatte erst im ersten Halbjahr 2019, seine ersten Einsätze für seinen neuen Verein. Diesem sollte er dann aber nicht weiter lange angehören, da er schließlich im Sommer 2019 in die USA zum MLS-Franchise Columbus Crew wechseln sollte. Seinen ersten Einsatz in der Saison 2019 hatte er dann am 20. Spieltag beim 2:2-Unentschieden bei Chicago Fire.

### Nationalmannschaft
Für die Nationalmannschaft von Costa-Rica durfte er am 7. September 2019 das erste Mal in einem Freundschaftsspiel gegen Uruguay das Spielfeld betreten, in dem Spiel, welches mit 1:2 verloren wurde, kam er in der 68. Minute für Joel Campbell ins Spiel. In der Nations League, erhielt er dann am 14. Oktober desselben Jahres seinen ersten Einsatz. In der Partie gegen die Auswahl von Curaçao, welche 0:0 ausging, wurde er in der 46. Minute für Allan Cruz eingewechselt.